# عائشة ليمو
عائشة ليمو (بالإنجليزية: Aisha Lemu)‏ هي كاتبة ومربية دينية اعتنقت الإسلام في عام 1961 وأقامت في نيجيريا حتى وفاتها يوم 5 يناير 2019.

## الحياة
ولدت عائشة في دورست في عام 1940، باسم بريدجيت عائشة هوني. في سن الثالثة عشرة، بدأت تتساءل عن إيمانها وبدأت في استكشاف الديانات الأخرى بما في ذلك الهندوسية والبوذية الصينية. درست في مدرسة الدراسات الشرقية والإفريقية التابعة لجامعة لندن وواصلت اهتمامها بالتاريخ واللغة والثقافة الصينية. وأثناء وجودها هناك، التقت بالمسلمين الذين قدموا أدبها الإسلامي للقراءة، ثم اعتنقت الإسلام في المركز الثقافي الإسلامي في عام 1961 خلال سنتها الدراسية الأولى. وساعدت لاحقًا في تأسيس الجمعية الإسلامية في مدرسة الدراسات الشرقية والإفريقية، لتصبح أول سكرتيرة لها، كما ساعدت في تشكيل اتحاد الجمعيات الإسلامية للطلاب.
بعد تخرجها من جامعة لندن، درست للحصول على مؤهل دراسات عليا لتدريس اللغة الإنجليزية كلغة أجنبية وأثناء قيامها بذلك، التقت بزوجها المستقبلي، الشيخ أحمد ليمو الذي كان يدرس في كلية جامعة لندن وشارك في النشاطات الإسلامية في جميع أنحاء المؤسسة. بعد أن حصلت على شهادة الدراسات العليا في التعليم، انتقلت إلى كانو في نيجيريا في أغسطس 1966 للتدريس في مدرسة الدراسات العربية هناك، حيث يشغل الشيخ أحمد ليمو منصب مدير المدرسة. تزوجا في نيسان / أبريل عام 1968، وأصبحت عائشة زوجته الثانية. ثم انتقلت إلى صكتو لتولي منصب مديرة كلية البنات الحكومية.
كان الشيخ أحمد ليمو قاضيا شرعيا كبيرا في محكمة الاستئناف في ولاية نيجر عندما تأسست في عام 1976، وكانت عائشة مديرة كلية المعلمين للمرأة في مينا منذ ذلك الحين وحتى عام 1978. وقد أسس الزوجان صندوق التعليم الإسلامي الذي أصبح الآن يعمل في العديد من الولايات النيجيرية ولديه مكاتب ومكتبة ومدرسة ابتدائية وثانوية ومركز تعليم الكبار للنساء.
كانت عائشة عضوًا في لجنة الدراسات الإسلامية التي أنشأها مجلس البحوث التربوية النيجيري، والذي كان من المقرر أن يعيد النظر في المناهج الإسلامية الوطنية لمختلف مستويات المدارس.
في عام 1985، أسّست ليمو اتحاد جمعيات المرأة المسلمة في نيجيريا (FOMWAN) مع نساء مسلمات أخريات وانتخبت كأول أمية وطنية لها منذ أربع سنوات. ثم خدمت كموظف مدني بعد هذا المنصب.